# Bubble Gum
Pour les articles homonymes, voir Bubble gum.
Bubble Gum publié en 2004 par les Éditions Grasset, est le second roman de Lolita Pille.

## Synopsis
Le roman raconte la rencontre entre Manon D., 21 ans, née à Terminus, un village perdu de province, qui travaille comme serveuse dans le bar de son père, et Derek Delano, jeune milliardaire franco-argentin,. Belle, elle désespère de perdre sa jeunesse et rêve de s'évader de sa vie monotone. À la suite de sa rencontre avec le propriétaire d'une agence de mannequins, Manon décide de quitter sa vie pour tenter sa chance à Paris. Elle trouve un emploi dans un restaurant branché et court les castings. Un soir, elle réussit à rentrer à la soirée de lancement du film Superstars qui réunit le gratin du show-biz et rencontre Derek Delano qui est à la tête d'une immense fortune et fait partie de la jet set internationale. Marqué par le décès de sa mère quand il était adolescent puis à 20 ans du suicide de Julie, l'amour de sa vie, il noie son désespoir dans l'alcool et la drogue. Pour soulager son ennui, il prend la décision de ruiner la vie d'une personne innocente. Ce sera Manon.

## Critiques
L'accueil de la presse est plutôt mitigé. Pour Anne Berhod du magazine l'Express: « (...) aussi crédible qu'un mauvais canular de 1er avril, l'histoire finit de rendre le déballage indigeste ». Quant au critique Baptiste Liger, il évoque dans Lire un certain excés de name dropping : « il ne suffit pas de recopier le Bottin mondain branché et le catalogue du Bon Marché pour devenir Bret Easton Ellis ».

## Analyse
Ce livre est une référence à La Mouette de Tchekhov[réf. nécessaire] : lorsque Trigorine en voyant la mouette que Konstantin a tué pour Nina, qui rêve de devenir actrice, imagine une nouvelle : 

« Une jeune fille passe toute sa vie sur le rivage d'un lac. Elle aime le lac, comme une mouette, et elle est heureuse et libre, comme une mouette. Mais un homme arrive par hasard et, quand il la voit, par désœuvrement la fait périr. Comme cette mouette. »